# Epic Narratives
Epic Narratives è l'ottavo album in studio del gruppo musicale femminile giapponese Band-Maid. È stato pubblicato il 25 settembre 2024 a tre anni e otto mesi dal precedente album Unseen World del gennaio 2021. Ha raggiunto la top 10 nella classifica mondiale degli album di iTunes.

## Background
"Shambles" è stata usata come sigla di chiusura per la seconda stagione di Kengan Ashura. "Protect You" è stata usata come sigla di chiusura di Goldrake U. "Show Them" è una collaborazione con la band messicana The Warning. Le due band si sono incontrate all'Aftershock Festival 2022 dove hanno discusso di una collaborazione. Tōno ha scritto la demo della canzone e poi l'ha mostrata ai membri di The Warning, che hanno suggerito alcune modifiche. Sia la cantante solista Saiki Atsumi che Daniela Villarreal hanno cantano in un registro più alto del solito a causa dell'insistenza di Tōno. Kobato e The Warning hanno scritto il testo con l'idea di ritrarre un'immagine femminile forte. Hanno preso in considerazione l'idea di avere una strofa in giapponese o spagnolo, ma alla fine hanno deciso di mantenere la canzone completamente in inglese. Band-Maid ha registrato prima le loro parti, con The Warning che ha registrato le loro in seguito.

## Tracce
1. Magie – 3:06
2. Shambles – 3:25
3. Protect You – 3:17
4. Show Them (feat. The Warning) – 3:16
5. Forbidden Tale – 4:36
6. Bestie – 3:40
7. Brightest Star – 3:18
8. Letters To You – 3:11
9. The One – 4:11
10. Memorable – 3:17
11. Go Easy – 3:02
12. Toi Et Moi – 2:59
13. Tamaya! – 3:19
14. Get To The Top – 3:08

## Classifiche
| Classifica (2024)                                     | Posizione massima |
| ----------------------------------------------------- | ----------------- |
| Album giapponesi (Oricon)                             | 8                 |
| Album digitali giapponesi (Oricon)                    | 8                 |
| Classifica settimanale combinata degli album (Oricon) | 12                |
| Japanese Hot Albums (Billboard Japan)                 | 10                |